# Tsepo Masilela
Tsepo Masilela (Witbank, 5 de maio de 1985) é um futebolista profissional sul-africano. Sua posição é a de lateral esquerdo. Milita atualmente no clube Kaizer Chiefs.

## Carreira
Disputou a Copa do Mundo FIFA 2010 pela Seleção Sul-Africana de Futebol.representou o elenco da Seleção Sul-Africana de Futebol no Campeonato Africano das Nações de 2013.